# Обрен Пејић
Обрен Пејић је био доктор наука из области пољопривреде и млекарства. Такође је био и редовни професор Универзитета у Београду на Пољопривредном факултету. 

## Биографија
Рођен је 1912. године у Параћину. Тамо је завршио основну школу и Гимназију. После завршетка средње школе, уписује Пољопривредни факултет у Београду у Земуну на коме је и дипломирао 1936. године. 
После факултета је провео годину дана на специјализацији у Млекарској школи у Шкофјој Локи у Словенији. 
Године 1938. постаје асистент на катедри за млекарство на Пољопривредном факултету у Београду.
Уочи рата је мобилисан као резервни официр док је после капитулације одведен је у заробљеништво где ће остати све до 1945. године. 
После проведених година у логору, Пејић се враћа и ради као предавач из области млекарства на Пољопривредном факултету. Држао је на Факултету и предавања о исхрани домаћих животиња. 
Пејић затим одлази у СССР како би проширио своја знања те је провео две године на катедри за млекарство Тимирјазевске академије где је постао кандидат за доктора наука. Наставио је своје школовање тамо па је јако брзо постао доцент, ванредни професор а по докторирању је постао редовни професор на Факултету у Београду. 
Држао је неколико семинара и стручних скупова у вези млекарства наставницима и истраживачима који су се бавили овом струком. Више пута је обилазио Млекарску школу у Пироту спашавајући је од затварања. Указивао је на недостатке које Школе има те је помогао да Школа крене узлазном путањом. 
Поред рада на Пољопривредном факултету, он је последње две године живота провео и као професор на Технолошком факултету у Новом Саду. 
Умро је изненада 26. септембра 1962. године. 
Млекарска школа у Пироту носи његово име. 